# 通津橋
通津橋（つうしんきょう）は、中華人民共和国浙江省湖州市南潯区南潯鎮にある石拱橋。長さ28メートル、幅4メートル、高7.6メートル。

## 歴史
通津橋は、宋代の創建で、当時は潯渓橋と称した。清の嘉慶3年（1798年）は通津橋を再建した。咸豊5年（1855年）、咸豊7年（1857年）、同治5年（1866年）は三回修繕した。
2017年、浙江省人民政府は通津橋を浙江省文物保護単位に認定した。